# Betano
Betano è un'agenzia di scommesse sportive del gruppo Kaizen Gaming International Limited (KGIL), con sede in Grecia. La piattaforma è presente in diversi paesi come Germania, Inghilterra, Brasile, Portogallo, Ecuador, Grecia, Cipro, Romania e  Cechia.
La società fu fondata nel 2013 e nel 2019 iniziò ad investire nel mercato delle scommesse sportive.

## Sponsorizzazioni
Attualmente, Betano sponsorizza vari club di calcio tra cui l'Aston Villa d'Inghilterra, l'Universitatea Craiova e il FCSB di Romania, Porto, il Benfica e lo Sporting Lisbona in Portogallo, l'Olympiacos, il PAOK e il Panathinaikos in Grecia, il Viktoria Plzeň e lo Sparta Praga in Cechia, il River Plate in Argentina e l'Atlético Mineiro in Brasile.
Inoltre, l'agenzia di scommesse sportive ha sponsorizzato alcuni tornei calcistici come la Coppa del Mondo 2022, gli Europei 2024 , la Copa América dello stesso anno e il  Mondiale per club 2025.

### Calcio

#### Club
- River Plate
- Atlético Mineiro[8]
- Lokomotiv Sofia
- Sparta Praga[7]
- Viktoria Plzeň[6]
- APOEL
- Apollōn Limassol
- Barcelona SC
- Olympiacos
- Panathīnaïkos
- PAOK
- Aston Villa
- Melgar
- Benfica[4]
- Porto[3]
- Sporting Lisbona[5]
- FCSB[13]
- U Craiova

#### Nazionali
- Cipro

#### Tornei
- Campionato mondiale di calcio 2022[9]
- Coppa del mondo per club FIFA[14]
- Campionato europeo di calcio 2024[11]
- Copa América 2024[12]
- Supercoppa del Brasile 2023[15][16]
- Coppa del Brasile (2023-2025)[14][17]
- Campeonato Brasileiro Série A 2024[18]
- Liga Profesional 2024[19]
- Coppa di Romania[2]

### Hockey

#### Club
- Kometa Brno[20]
- Pardubice[21]

#### Nazionali
- Rep. Ceca